# Kyōwa, Hokkaido
Kyōwa (japanska: 共和町?, Kyōwa-chō) är en landskommun (köping) i Hokkaido prefektur i Japan. 